# Tarialan (distrikt i Mongoliet, Uvs)
Tarialan (mongoliska: Тариалан Сум, Тариалан, Tarialan Sum) är ett distrikt i Mongoliet.   Det ligger i provinsen Uvs, i den västra delen av landet, 1 100 km väster om huvudstaden Ulaanbaatar.